# مارکو مارین
مارکو مارین (سیریلیک صربی: Марко Марин؛ زادهٔ ۱۳ مارس ۱۹۸۹) بازیکن فوتبال اهل آلمان است.
مارین سابقه بازی در تیم‌های بروسیا مونشن‌گلادباخ و وردربرمن و همچنین ۱۶ بازی و ۱ گل ملی را در کارنامه دارد.
وی در ۲۸ آوریل ۲۰۱۲ با مبلغ ۸ میلیون یورو از تیم وردربرمن به باشگاه فوتبال چلسی پیوست. او در سال ۲۰۱۳ به صورت قرضی به باشگاه فوتبال سویا منتقل شد.

## آمار

### باشگاه
به‌روز شده در ۷ ژوئیه ۲۰۱۲
| عملکرد باشگاهی        | عملکرد باشگاهی              | لیگ        | لیگ  | لیگ | لیگ    | جام حذفی              | جام حذفی              | جام حذفی              | جام اتحادیه   | جام اتحادیه   | جام اتحادیه   | قاره‌ای | قاره‌ای | قاره‌ای | مجموع | مجموع | مجموع  |
| باشگاه                | لیگ                         | فصل        | بازی | گل  | پاس گل | بازی                  | گل                    | پاس گل                | بازی          | گل            | پاس گل        | بازی   | گل     | پاس گل | بازی  | گل    | پاس گل |
| آلمان                 | آلمان                       | آلمان      | لیگ  | لیگ | لیگ    | جام حذفی فوتبال آلمان | جام حذفی فوتبال آلمان | جام حذفی فوتبال آلمان | لیگ کاپ آلمان | لیگ کاپ آلمان | لیگ کاپ آلمان | اروپا  | اروپا  | اروپا  | مجموع | مجموع | مجموع  |
| --------------------- | --------------------------- | ---------- | ---- | --- | ------ | --------------------- | --------------------- | --------------------- | ------------- | ------------- | ------------- | ------ | ------ | ------ | ----- | ----- | ------ |
| بروسیا مونشن‌گلادباخ ب | لیگ فوتبال منطقه شمال آلمان | ۲۰۰۶–۰۷    | ۱۶   | ۳   | ۰      | —                     | —                     | —                     | —             | —             | —             | —      | —      | —      | ۱۶    | ۳     | ۰      |
| بروسیا مونشن‌گلادباخ   | بوندس‌لیگا                   | ۲۰۰۶–۰۷    | ۴    | ۰   | ۱      | ۰                     | ۰۰                    | ۰                     | —             | —             | —             | —      | —      | —      | ۴     | ۰     | ۱      |
| بروسیا مونشن‌گلادباخ   | بوندس‌لیگا ۲                 | ۰۸–۲۰۰۷    | ۳۱   | ۴   | —      | ۲                     | ۳                     | —                     | —             | —             | —             | —      | —      | —      | ۳۳    | ۷     | —      |
| بروسیا مونشن‌گلادباخ   | بوندس‌لیگا                   | ۰۹–۲۰۰۸    | ۳۳   | ۴   | ۱۰     | ۲                     | ۱                     | ۰                     | —             | —             | —             | ۰      | ۰      | ۰      | ۳۵    | ۵     | ۱۰     |
| وردربرمن              | بوندس‌لیگا                   | ۱۰–۲۰۰۹    | ۳۲   | ۴   | ۱۱     | ۵                     | ۱                     | ۲                     | —             | —             | —             | ۱۲     | ۲      | ۱      | ۴۹    | ۷     | ۱۴     |
| وردربرمن              | بوندس‌لیگا                   | ۱۱–۲۰۱۰    | ۳۴   | ۳   | ۹      | ۲                     | ۱                     | ۰                     | —             | —             | —             | ۸      | ۱      | ۱      | ۴۴    | ۴     | ۱۰     |
| وردربرمن              | بوندس‌لیگا                   | ۱۲–۲۰۱۱    | ۲۱   | ۱   | ۵      | ۱                     | ۰                     | ۱                     | —             | —             | —             | —      | —      | —      | ۲۲    | ۱     | ۶      |
| انگلستان              | انگلستان                    | انگلستان   | لیگ  | لیگ | لیگ    | جام حذفی              | جام حذفی              | جام حذفی              | جام اتحادیه   | جام اتحادیه   | جام اتحادیه   | اروپا  | اروپا  | اروپا  | مجموع | مجموع | مجموع  |
| چلسی                  | لیگ برتر انگلستان           | ۲۰۱۲–۱۳    |      |     |        |                       |                       |                       |               |               |               |        |        |        |       |       |        |
| مجموع                 | آلمان                       | آلمان      | ۱۷۱  | ۱۹  | ۳۶     | ۱۲                    | ۶                     | ۳                     | ۰             | ۰             | ۰             | ۲۰     | ۳      | ۲      | ۲۰۳   | ۲۸    | ۴۱     |
| مجموع                 | انگلستان                    |            |      |     |        |                       |                       |                       |               |               |               |        |        |        |       |       |        |
| مجموع                 | مجموع آمار                  | مجموع آمار | ۱۷۱  | ۱۹  | ۳۶     | ۱۲                    | ۶                     | ۳                     | ۰             | ۰             | ۰             | ۲۰     | ۳      | ۲۰     | ۲۰۳   | ۲۸    | ۴۱     |

#### گل‌های ملی
| # | تاریخ       | ورزشگاه                        | حریف  | گل  | نتیجه | مسابقه  |
| - | ----------- | ------------------------------ | ----- | --- | ----- | ------- |
| ۱ | ۲۰ اوت ۲۰۰۸ | ورزشگاه فرانکن، نورنبرگ، آلمان | بلژیک | ۲–۰ | ۲–۰   | دوستانه |

## افتخارات

### باشگاه
بروسیا مونشن‌گلادباخ
- بوندس‌لیگا ۲ (۱): ۰۸–۲۰۰۷

چلسی
- لیگ اروپا: ۱۳–۲۰۱۲

سویا
- لیگ اروپا: ۱۴–۲۰۱۳

المپیاکوس
- سوپر لیگ فوتبال یونان: ۱۷–۲۰۱۶

### ملی
آلمان
- قهرمان مسابقات فوتبال زیر ۲۱ سال اروپا: ۲۰۰۹
- مقام سوم جام جهانی فوتبال: ۲۰۱۰